# Marvel contro DC
Marvel contro DC (anche DC contro Marvel, in originale DC vs. Marvel e Marvel vs. DC) è un crossover tra i personaggi delle varie serie a fumetti pubblicate dalla DC Comics e dalla casa editrice concorrente, la Marvel Comics.
Per la DC Comics i prescelti furono: Superman, Batman, Wonder Woman, Lobo, Flash, Aquaman, Robin, Lanterna Verde, Capitan Marvel, Superboy, Catwoman.
I personaggi Marvel presenti invece furono: Thor, Hulk, Capitan America, Tempesta, Wolverine, Quicksilver, Namor, Jubilee, Silver Surfer, Uomo Ragno, Elektra.

## Trama

### Primo round
Axel Asher è un giovane ragazzo di New York come tanti, studente universitario e sognatore, che si ritrova a camminare per le vie della sua città quando a un certo punto nota una gran luce provenire da un vicolo e nota un vagabondo che sta cercando di coprire una scatola di cartone con del nastro adesivo. E la grande luce viene da quella scatola. Una volta notato Axel, il barbone gli dice che lo stava aspettando e che il momento era giunto.
E mentre Axel cammina e si scervella su cosa possa voler dire quella frase, l'Uomo Ragno è in azione con i suoi giri di perlustrazione. Improvvisamente, una grande luce lo investe e si ritrova catapultato in un'altra città che non conosce, Gotham City, dove fa la conoscenza di uno strambo e bizzarro personaggio: il Joker. Il Tessiragnatele sembra divertito dallo spirito del supercriminale, ignorando la sua vera indole, e si chiede cosa gli possa essere successo.
Ma non è un fatto isolato: anche gli X-Men sperimentano lo strano fatto in una delle loro battaglie contro Cain Marko, il Fenomeno, tra l'altro fratellastro di Charles Xavier. Proprio quando il supercriminale sta per colpire Wolverine, una gran luce lo investe e colpisce un muro di pietra. Successivamente, viene colpito da Superman in quanto si trova a Metropolis.
Tornati al loro quartier generale, gli X-Men chiedono aiuto alla Bestia, che spiega che il Fenomeno risulta sparito non solo dalla Terra, ma anche dall'Universo intero.
Nel frattempo, in un bar intergalattico, il noto cacciatore di taglie czarniano Lobo sta per cominciare un'altra delle sue famose risse quando un fascio di luce lo fa sparire. E così succede anche per Superboy, che sfugge alle ire della sua ragazza Tana Moon.
Al Daily Planet, intanto, c'è aria di cambiamento: sono arrivati un nuovo direttore e un nuovo fotografo, ossia J. Jonah Jameson e Peter Parker. Anche nell'universo di Superman e Batman sono frequenti sparizioni dei loro eroi e apparizioni di nuovi personaggi in costume che sfoggiano nomi come "Capitan America" o "Devil, l'Uomo Senza Paura".
Nel frattempo, sia nell'universo Marvel che in quello DC è il caos: eroi che scompaiono, eroi che appaiono e addirittura cattivi di altri mondi che combattono eroi che non hanno mai visto (come Bullseye che prende in ostaggio Robin nella bat-caverna oppure Wolverine che combatte contro Killer Croc), o anche supercattivi che fanno delle scommesse (nel caso di Thanos e del potentissimo Darkseid). Il tutto sotto gli occhi esterrefatti di Axel, che non capisce ancora cosa stia succedendo.
Tornato inspiegabilmente nel vicolo dove ha trovato lo scatolone, Axel ritrova il barbone che gli spiega la sua identità: il barbone in realtà è un custode di universi, e quella scatola di cartone è il varco tra un universo e l'altro. Le entità che li governano sono due fratelli, capricciosi, che hanno stabilito che ormai non c'è posto per i due e uno deve sparire. Axel capisce di essere il successore del barbone e diventa Access, il portale tra i due universi, guardiano di essi e col potere di teletrasportarsi da un universo ad un altro.
Intanto, i due fratelli decidono che saranno gli eroi Marvel e DC a stabilire quale universo dovrà sparire, scontrandosi tra di loro.

### Secondo round
Per ordine dei due fratelli, i supereroi Marvel e quelli DC sono costretti (alcuni a malincuore, come Robin e Jubilee, che si sono praticamente innamorati l'uno dell'altra) a darsi battaglia fra loro.
Dovranno osservare delle semplici regole:
- Vincerà chi riuscirà ad atterrare il suo avversario senza ucciderlo
- Non sarà possibile ritirarsi dai combattimenti
- I vincitori potranno restare, i perdenti saranno destinati a scomparire

Di seguito sono riportati gli scontri con i rispettivi vincitori.
| Scontro                         | Personaggio DC | Personaggio Marvel | Vincitore     |
| ------------------------------- | -------------- | ------------------ | ------------- |
| Capitan Marvel VS Thor          | Capitan Marvel | Thor               | Thor          |
| Aquaman VS Namor                | Aquaman        | Namor              | Aquaman       |
| Robin VS Jubilee                | Robin          | Jubilee            | Robin         |
| Quicksilver VS Flash            | Flash          | Quicksilver        | Flash         |
| Elektra VS Catwoman             | Catwoman       | Elektra            | Elektra       |
| Silver Surfer VS Lanterna Verde | Lanterna Verde | Silver Surfer      | Silver Surfer |
| Superman VS Hulk                | Superman       | Hulk               | Superman      |
| Tempesta VS Wonder Woman        | Wonder Woman   | Tempesta           | Tempesta      |
| Uomo Ragno VS Superboy          | Superboy       | Uomo Ragno         | Uomo Ragno    |
| Lobo VS Wolverine               | Lobo           | Wolverine          | Wolverine     |
| Batman VS Capitan America       | Batman         | Capitan America    | Batman        |

Con questi risultati, la Marvel vince sulla DC per 6 a 5, ma qualcosa accade poiché gli eroi Batman e Capitan America, gli eroi dell'ultimo scontro, arrivano entrambi e integri nel vicolo dove Access ha appena scoperto i suoi poteri. Però immediatamente una gran luce si sprigiona dalla scatola di cartone e i tre vedono le due gigantesche entità, i due fratelli, unirsi in un corpo solo.
I giochi sono fatti: da due universi, ne è nato uno solo.
Dall'unione dell'universo Marvel con l'universo DC è nato l'universo Amalgam.

### Terzo round
L'universo Marvel e l'universo DC non ci sono più e al loro posto c'è una fusione di entrambi, l'universo Amalgam. Un universo dove non solo i supereroi sono fusi tra loro, ma anche i loro nemici e quindi si avrà un Super Soldato (Superman/Capitan America) lottare contro il Teschio Verde (Teschio Rosso/Lex Luthor), oppure Dark Claw (Wolverine/Batman) schivare i giocattoli esplosivi di Hyena (Sabretooth/Joker), o ancora la determinata Amazzone (Tempesta/Wonder Woman) combattere la furia del dio Nettuno.
In mezzo a tutta questa confusione, Access cerca di capire cosa stia succedendo. Ma viene braccato da un certo Dottor Strangefate (Dottor Strange/Dottor Fate), un essere mistico ed uno dei pochi a conoscere il segreto dell'Universo Amalgam. Il dottore manda i suoi tre agenti Skulk (Hulk/Solomon Grundy), Jade Nova (Nova/Lanterna Verde) e Wanda Zatara (Scarlet/Zatanna) a prenderlo. Skulk e Jade Nova falliscono nell'impresa, mentre Wanda Zatara lo porta al cospetto del suo signore. Il dottor Strangefate fa legare Access e gli chiede dove sono le chiavi che gli servono per governare l'intero universo Amalgam. Access, che già non capisce nulla, gli dice che non sa nulla delle chiavi, tanto meno di cosa si sta parlando.
Il ragazzo riesce a liberarsi e sparire per comparire chissà dove. Strangefate rimane a guardare, impassibile. Sa di aver fallito nell'impresa, sa anche di non essere il mago esperto che credeva, ma solo l'uomo che era dietro la maschera di Strangefate: Charles Xavier.
Per l'universo Amalgam è l'inizio della fine.

### Quarto round
Gotham City, universo Amalgam. Hyaena sta scappando da un inferocito Dark Claw. Ad un certo punto arriva anche il Super Soldato ad aiutare l'amico in difficoltà.
Hyaena riesce a scappare, ma nella sua fuga incappa in Access e vede in lui un potenziale ostaggio, ma sgrana d'occhi quando lo fa sparire in un attimo.
Il Super Soldato e Dark Claw incontrano Access, che finalmente ha capito come si usano i suoi poteri, e con quelli riporta l'ordine, separando gli universi e riportando eroi e cattivi alla normalità.
I mondi sono tornati alla normalità, ma si respira un'aria apocalittica: i due fratelli hanno deciso di risolvere la cosa da soli, combattendo tra di loro. Nemmeno gli esseri più potenti dei due universi (lo Spettro e il Tribunale Vivente) riescono a fare qualcosa per fermarli. Anche nei mondi è il caos: Thanos e Darkseid hanno iniziato a lottare fra loro, e come se non bastasse arrivano anche gli eroi dei due mondi a combatterli (Thor, Tempesta e Wolverine per la Marvel; Lobo, Wonder Woman e Capitan Marvel per la DC). Alcuni eroi, invece, hanno lasciato da parte le ostilità per godersi le ultime ore insieme (come Robin e Jubilee, che passano le ultime ore a scambiarsi tenerezze a Venezia).
E solo tre persone, Batman, Capitan America ed Access, provano a fermare tutto.
Nelle loro menti scorrono migliaia di immagini. Vedono ripercorrere tutta la storia di Batman, da quando i suoi genitori vennero uccisi a quando divenne l'Uomo Pipistrello, a quando era in coppia con Robin, a quando entrò nella JLA; vedono ripercorrere tutta la vita di Capitan America da quando Steve Rogers, un fragile ragazzo desideroso di servire il suo Paese ma scartato per insufficienza fisica, divenne Capitan America, il patriota della II Guerra Mondiale, a quando in coppia con Bucky sterminava i nazisti, a quando entrò nei Vendicatori.
Access prova, da solo, a fermarli. I due fratelli sono faccia a faccia. Non muovono un muscolo. Si guardano e tendono uno la mano verso l'altro, stringendosela e mettendo così la parola "fine" a questi scontri.
Un miliardo di anni è trascorso all'indietro. La normalità si è ristabilita, i due universi si sono separati nuovamente.
I superesseri dei due mondi non capiscono che sia successo (come l'Uomo Ragno o Superman); a alcuni non importa: piangono le loro perdite invece di festeggiare la loro salvezza (Jubilee e Robin). Altri ancora, che hanno parlato con gli dèi (Wonder Woman) attendono le loro risposte, mentre coloro che sono dèi (Thor) non possono darle perché neanche loro le conoscono.
E ce ne sono due. Due che hanno una concezione limitata della verità, e ciò li fa star male (Capitan America e Batman). E infine uno. Uno che sa la verità completa: la verità degli umani, che si resero conto che la loro creazione aveva sorpassato i loro stessi creatori. Lui lo sa e rifiuta tutto.
Lui si è sempre considerato un cercatore della verità.
E se l'ha già trovata, allora la sua vita manca di senso. Così, rifiuta la ricompensa per favorire la ricerca: suo è il potere di Access, e gli universi lo chiamano.